# Happy Together (série télévisée)
Pour les articles homonymes, voir Happy Together.
Happy Together est une série télévisée américaine en treize épisodes de 22 minutes créée par Tim McAuliffe et Austen Earl, diffusée entre le 1er octobre 2018 et le 14 janvier 2019 sur le réseau CBS et en simultané sur le réseau Global au Canada.
Cette série est inédite dans tous les pays francophones.

## Synopsis
Jake et Claire, un couple dans la trentaine qui en ont marre de leur vie mondaine, commencent à renouer avec leur jeunesse plus fraîche. Quand une pop star émergente, attirée par leur vie de banlieue sur-normale, s'installe.

## Distribution

### Acteurs principaux
- Damon Wayans Jr. : Jake Davis
- Amber Stevens West : Claire Davis
- Stephnie Weir (en) : Bonnie
- Victor Williams : Gerald
- Chris Parnell : Wayne
- Felix Mallard : Cooper James

### Acteurs récurrents
- Winston James Francis : Nightmare

### Invités
- Peyton Roi List : Sierra Quinn (épisode 1)
- Mary Holland : Suzanne (épisode 1)
- James Corden : lui-même (épisode 1)
- Pia Mia : Rylie Conners (épisode 1)
- Betsy Sodaro (en) : Donna (épisode 2)
- Anders Holm : Antoine (épisode 3)
- Damon Wayans : Mike Davis (épisode 5)
- Steve-O : S10CIL (épisode 6)
- Ben Simmons : lui-même (épisode 6)
- Sam Lloyd : Gene Johnston (épisode 8)

## Production

### Développement
Le 31 janvier 2018, il a été annoncé que CBS avait donné à la production une commande de court métrage. L'épisode a été écrit par Tim McAuliffe et Austen Earl, qui devaient produire aux côtés de Ben Winston, Michael Rotenberg et Jonathan Berry. Les sociétés de production impliquées dans le projet pilote incluent Fulwell 73, 3 Arts Entertainment et CBS Television Studios.
Le 9 mai 2018, CBS a officiellement ordonné au court métrage de passer en série. Quelques jours plus tard, il a été annoncé que la série, qui porte désormais le titre Happy Together, serait diffusée à l'automne 2018 et diffusée à partir du lundi à 20 h 30.
Le 9 juillet 2018, il a été annoncé que la série serait diffusée le 1er octobre 2018.
Le 28 novembre 2018, il a été annoncé que CBS avait refusé d'ordonner des épisodes supplémentaires de la série au-delà de l'ordre initial de treize, et que son créneau horaire respectait son horaire prévu pour la troisième saison de Man with a Plan. Elle est officiellement annulée le 10 mai 2019.

### Attribution des rôles
En février 2018, il a été annoncé que Damon Wayans Jr. et Felix Mallard avaient été nommés dans les rôles principaux du premier épisode,.
En mars 2018, il a été signalé que Chris Parnell et Amber Stevens West avaient également rejoint la distribution principale du pilote,.
Le 22 juin 2018, il a été annoncé que Victor Williams avait été choisi pour remplacer Tim Meadows dans le rôle récurrent de Gerald, le père du personnage de Claire. Tim Meadows a été contraint d'abandonner le rôle après que la série Schooled, qu'il avait placée en première position contre Happy Together, ait été reprise en série par ABC.

### Fiche technique
- Titre : Happy Together
- Création : Tim McAuliffe, Austen Earl
- Réalisation : Phill Lewis, Andy Ackerman, Mark Cendrowski, Jeff Greenstein
- Scénario : Tim McAuliffe, Austen Earl, Rebecca Kohler, Darrin Rose, Brad Stevens, Boyd Vico, Naomi Iwamoto, Craig Wayans, Luke Cunningham, Matt Unsworth, Gracie Glassmeyer, Stephnie Weir, Amina Munir, Jen D'Angelo, Hillary Handelsman, Anton Schettini, Michael Hobert
- Musique :
  - Compositeur(s) : Frank Ciampi
  - Thème d'ouverture : Happy Together
- Production :
  - Producteur(s) : Michael Hobert, Gracie Glassmeyer, Grant Johnson, Annette Sahakian Davis (épisode 1)
  - Producteur(s) exécutive(s) : Ben Winston, Tim McAuliffe, Austen Earl, Michael Rotenberg, Jonathan Berry, Harry Styles
- Société(s) de production : Fulwell 73, 3 Arts Entertainment, The Gary Breakfast Corporation, Page Entertainment, CBS Television Studios
- Pays d'origine :  États-Unis
- Langue originale : Anglais
- Format (image) : 1080i (HDTV)
- Genre : Sitcom
- Durée : 22 minutes
- Diffusion :  États-Unis

## Épisodes
1. Pilot
2. Scrubbing
3. Let's Work It Out
4. About Your Parents
5. Like Father, Like Son
6. Bland Gestures
7. How Jake and Claire Met
8. Til Death Do We Party
9. The Power of Yes… Men
10. Home Insecurity
11. A Claire-Free Lifestyle
12. Vows
13. Backstage P(asses)

## Univers de la série

### Les personnages

#### Personnages principaux
- Jake Davis est un comptable de l'industrie du divertissement dont Cooper James est le client.
- Claire Davis est la designer de restaurants et de bars et épouse de Jake.
- Bonnie est le médecin à la retraite et mère de Claire.
- Gerald est un médecin à la retraite et le père de Claire.
- Wayne est le gestionnaire de talents et collègue de Jake qui travaille également pour Cooper James.
- Cooper James est la pop star prometteuse et client de Jake Davis.

#### Personnages récurrents
- Nightmare est le garde du corps de Cooper James.

#### Invités
- Sierra Quinn est une actrice et ex-petite amie de Cooper James.
- Suzanne est l'assistante de Sierra Quinn, qu'elle appelle "Alexa".
- James Corden est l'animateur de The Late Late Show with James Corden qui mentionne la rupture de Cooper James et Sierra Quinn dans son monologue d'ouverture.
- Rylie Conners est la femme que Cooper James a rencontrée alors qu'elle était en rupture avec Sierra Quinn.
- Donna est une employée de friperie qui aide Cooper James à récupérer tous les articles donnés par Jake et Claire Davis.
- Antoine est l'entraîneur de Cooper James.
- Mike Davis est le comptable pour les Boston Celtics et le père de Jake Davis.
- S10CIL est un tatoueur.
- Ben Simmons est une star de la NBA qui joue un jeu de charité avec Jake Davis.
- Gene Johnston est le podologue et voisin de Jake et Claire Davis.

## Accueil

### Audiences
| Saison | Début de saison   | Début de saison | Début de saison | Fin de saison     | Fin de saison   | Fin de saison |
| Saison | Date de diffusion | Téléspectateurs | Réf.            | Date de diffusion | Téléspectateurs | Ref.          |
| ------ | ----------------- | --------------- | --------------- | ----------------- | --------------- | ------------- |
| 1      | 1er octobre 2018  | 5 950 000       | [ 13 ]          | 14 janvier 2019   | 5 090 000       | [ 14 ]        |

### Réceptions critiques
La série a suscité des réactions mitigées à positives de la part des critiques lors de sa première apparition. Sur le site Web de regroupement d'avis Rotten Tomatoes, la série bénéficie d'un taux d'approbation de 61% avec un score moyen de 5,17 sur 10, basé sur 18 commentaires. Le consensus critique du site Web est le suivant : « Le principe de Happy Together ne rapportera pas beaucoup de points pour son originalité, mais la série suscitera encore des fous de rire grâce à un trio gagnant de performances centrales ».
Metacritic, qui utilise une moyenne pondérée, a attribué à la série un score de 48 sur 100 sur la base de 9 critiques, indiquant "des critiques mitigées ou moyennes".

### Marketing
Le 16 mai 2018, CBS a publié le premier trailer officiel de la série.

### Première
Le 12 septembre 2018, la série a pris part à la 12e édition annuelle de Prevision télévisée d'automne du PaleyFest, qui comprenait une projection en avant-première de la série et une conversation avec des membres de la distribution, notamment Damon Wayans Jr., Amber Stevens West et Felix Mallard.